# Кралендейк
Кралендейк (нидерл. Kralendijk) — административный центр острова Бонайре (Нидерландские Антильские острова). Население 3061 человек (2006). Является коммерческим центром Бонайре и его главным портом. Видимый с моря всего лишь как небольшая группа невысоких зданий, окрашенных в мягкие пастельные цвета, он, тем не менее, содержит большинство правительственных учреждений острова, а также магазинов, гостиниц, ресторанов и баров.
К основным достопримечательностям относятся Форт-Оранье, в котором сейчас расположен портовый офис, а также прилегающий к нему каменный маяк и Мусео-Бонериано (Музей Бонайре), расположенный сразу за городской чертой.
В городе находится международный аэропорт Фламинго.